# Illes Baillie
Les illes Baillie (en Inuvialuktun: Utkraluk) es troben a la costa nord del cap Bathurst, als Territoris del Nord-oest, Canadà. Les illes formaven part de l'àrea utilitzada pels avvaqmiut, una branca dels inuvialuit (Mackenzie Inuit).

## Història
El primer europeu que va visitar la zona va ser John Richardson l'any 1826, que també li va donar el nom. Va ser visitat de nou per Richardson i John Rae mentre buscaven al Pas del Nord-oest l'expedició perduda de Franklin. El 1915 la Companyia de la Badia de Hudson va establir una base comercial a l'illa. Mentre s'estava instal·lant la base, va ser visitada pel comerciant competidor Christian Theodore Pedersen. Durant la dècada de 1920 la Policia Muntada del Canadà va establir un destacament a l'illa. Va ser en aquestes illes, on el 1928, després de tornar de Cambridge Bay, que l'inspector Kemp, el comandant de l'Àrtida occidental, va nomenar Henry Larsen capità del St. Roch.

## Flora
Una rara planta endèmica, coneguda com a Braya pilosa, gènere Braya de la família Brassicaceae, creix a cinc llocs de les illes Baillie i al proper cap Bathurst. La planta està catalogada pel Comitè d'espècies en risc dels Territoris del Nord-oest com a amenaçada i pel Comitè sobre l'estat de la fauna en perill d'extinció al Canadà com a amenaçada.